# SPANXN3
SPANXN3 (англ. SPANX family member N3) – білок, який кодується однойменним геном, розташованим у людей на довгому плечі X-хромосоми. Довжина поліпептидного ланцюга білка становить 141 амінокислот, а молекулярна маса — 15 595.
| 10         |  | 20         |  | 30         |  | 40         |  | 50         |
| ---------- |  | ---------- |  | ---------- |  | ---------- |  | ---------- |
| MEQPTSSTNG |  | EKTKSPCESN |  | NKKNDEMQEV |  | PNRVLAPEQS |  | LKKTKTSEYP |
| IIFVYYLRKG |  | KKINSNQLEN |  | EQSQENSINP |  | IQKEEDEGVD |  | LSEGSSNEDE |
| DLGPCEGPSK |  | EDKDLDSSEG |  | SSQEDEDLGL |  | SEGSSQDSGE |  | D          |

A: Аланін

C: Цистеїн

D: Аспарагінова кислота

E: Глутамінова кислота

F: Фенілаланін

G: Гліцин

I: Ізолейцин

K: Лізин

L: Лейцин

M: Метіонін

N: Аспарагін

P: Пролін

Q: Глутамін

R: Аргінін

S: Серин

T: Треонін

V: Валін